# Antiplanes abyssalis
Antiplanes abyssalis é uma espécie de gastrópode do gênero Antiplanes, pertencente a família Pseudomelatomidae.